# Dollbord

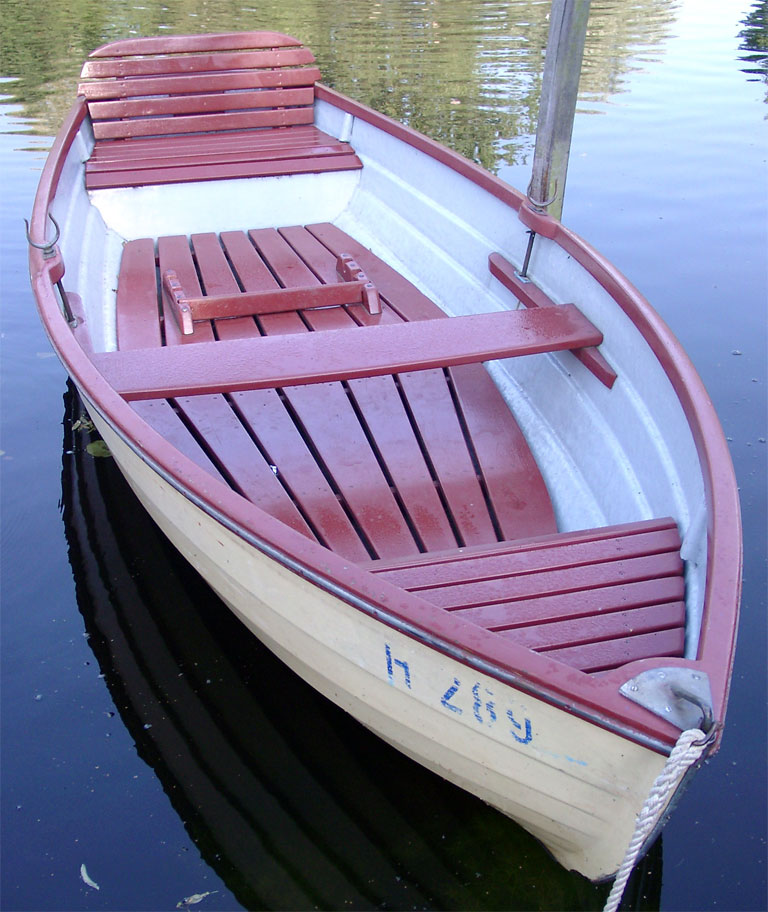
Ruderboot mit Dollborden und Dollen

Das Dollbord (auch Sielbord) ist der verstärkte obere Rand eines offenen Bootes, z. B. eines Ruderbootes oder einer Segeljolle. Es liegt auf der Innenseite des Bootes auf den Spanten auf Höhe der obersten Planke und bildet den oberen Abschluss der Bordwand. Im Dollbord können Dollen oder halbrunde Einschnitte (Rundseln) angebracht sein, die als Lager für die Riemen dienen. Bei modernen Sportruderbooten sind die Dollen allerdings nicht auf dem Dollbord, sondern an Auslegern montiert.
Der Begriff Dollbord setzt sich aus Dolle und Bord zusammen. Letzterer Begriff bezeichnet ganz allgemein sowohl den oberen Rand eines Schiffes als auch seinen Innenraum.